# Amblypomacentrus annulatus
Amblypomacentrus annulatus là một loài cá biển thuộc chi Amblypomacentrus trong họ Cá thia. Loài này được mô tả lần đầu tiên vào năm 1855.

## Từ nguyên
Tính từ định danh trong tiếng Latinh mang nghĩa là "có đeo vòng", hàm ý đề cập đến các dải sọc đen bao quanh cơ thể ở loài cá này.

## Phân loại học
A. annulatus trước đây được xếp vào chi Chrysiptera, nhưng dựa vào các bằng chứng di truyền và kiểu hình nên đã được chuyển sang chi Amblypomacentrus này.

## Phân bố và môi trường sống
Từ Biển Đỏ, phạm vi của A. annulatus được ghi nhận trải dài theo đường bờ biển Đông Phi đến Nam Phi, bao gồm các đảo quốc ngoài khơi Tây Ấn Độ Dương là Madagascar, Aldabra (Seychelles), Réunion và Mauritius.
A. annulatus sống gần bờ, được tìm thấy gần những rạn san hô trên nền cát, thảm cỏ biển hoặc trong các đầm phá ở độ sâu đến ít nhất là 2 m.

## Mô tả
Chiều dài cơ thể tối đa được ghi nhận ở A. annulatus là 8 cm. Cơ thể màu kem với 5 dải sọc đen: trong đó dải thứ nhất băng qua mắt, dải thứ 2 và thứ 3 hợp thành hình chữ V và kéo dài xuống bụng; dải thứ 4 từ phần sau vây lưng băng xuống phần sau vây hậu môn; dải cuối cùng bao quanh cuống đuôi. Vây bụng đen.
Số gai ở vây lưng: 13; Số tia vây ở vây lưng: 11–13; Số gai ở vây hậu môn: 2; Số tia vây ở vây hậu môn: 12–13; Số gai ở vây bụng: 1; Số tia vây ở vây bụng: 5.